# Tatra T3R
Tatra T3R je model češkog tramvaja iz sredine 1990. godina. To je tramvaj T3 s novim dizajnom, izmijenjenim interijerom i novom električnom opremom TV8. Proizvodnja je bila u ČKD Tatri te je proizvedeno 10 tramvaja. Zatim su i izrađeni prototipni tramvaji koji su od Tatre T3, prvi je izrađen 1995. godine, a drugi 1998. godine. 11 tramvaja T3R je u Brnu, a dvanaesti je bio vozio u Pragu. 

## Povijest
U prvoj polovici 1990. godina je situlacija u češkim tvrtkama za javni prijevoz kritična. Novi tramvaji su bili drugačiji, pa se trebalo modernizirati starije. To je provedeno novim tiristorima TV8, no i s drugačijim interijerom i dizajnom. Prijevoznik grada Brna je dao jedan tramvaj T3 za probu. Nakon uspjeha na Međunarodnom strojarskom sajmu, tramvaj je stavljen u program proizvodnje.

## Konstrukcija
Tatra T3R je jednosmjerno četveroosovinsko tramvajsko vozilo. Tramvaji su pokriveni pločama, čela su nova (od dizajnera Patrik Kotas)

s panoramskim staklom i tvrdom plastikom. Pod tramvaja je 915 mm od kolosijeka.

Interijer je pristupačan pomoću troja vrata na desnoj strani. Radi se o vratima s dvoja krila, koja se otvaraju pomoću gumba. U interijeru za putnike su stolice raspoređene sistemom 1+1, u rubovima su grijači, pod je opremljen protukliznom zaštitom, tramvaji su opremljeni displejima BUSE. Kabina vozača ima sklopivu zaštitu od sunca. Kabina je također zatvorena i ima suvremeni kontroler.

Brnenski tramvaji T3R imaju motore TE 026 A05 (snaga tramvaja: 4x46,8kW). Praški tramvaj ima motor TE 022 (snaga tramvaja: 4x40 kW). Svaka osovina ima svoj motor, neovisno o tipu. U tramvaje T3R je ugrađen GTO tiristor TV8 koji vraća snagu od kočenja u kontaktnu mrežu.

Tramvaji T3R umjesto pedala ima suvremeni kontroler.

## Prodaja tramvaja
Između 1996. i 1997. godine je izrađeno 10 tramvaja.
| Država | Grad | Tip | Godine izrade | Količina tramvaja | Garažni brojevi | Izvori |
| ------ | ---- | --- | ------------- | ----------------- | --------------- | ------ |
| Češka  | Brno | T3R | 1996. – 1997. | 10                | 1659–1668       | [ 6 ]  |

1995. i 1998. godine su izrađena 2 tramvaja od Tatre T3.
| Država | Grad | Tip | Godina modernizacije | Količina tramvaja | Garažni brojevi | Izmjene                            |
| ------ | ---- | --- | -------------------- | ----------------- | --------------- | ---------------------------------- |
| Češka  | Brno | T3R | 1995.                | 1                 | 1615            | Modernizacija tramvaja T3SUCS 1615 |
| Češka  | Prag | T3R | 1998.                | 1                 | 8205            | Modernizacija tramvaja T3 6329     |

## Vozila

### Brno
Javni prijevoznik grada Brna (DPMB) je 1995. godine dao tramvaj T3SUCS 1615 (godina proizvodnje 1985.) za modernizaciju tvrtki ČKD Tatra. Tramvaj je dovršen u rujnu 1995. godine i poslan na međunarodni strojarski sajam u Brno. Tramvaj je s probama počeo u listopadu iste godine, i vozio je bez putnika do 1996. godine. Nakon proba je tramvaj složen za vozačku školu te su odstranjene pogreške. Tramvaj je počeo voziti s putnicima 1997.
S prototipom su izrađena 10 tramvaja T3R koje je ČKD izradio 1996. i 1997. godine. Tramvaji s garažnim brojevima 1659–1668 su došli na ožujak 1997. godine, a s putnicima su počeli voziti mjesec dana poslije.
U Brnu su tramvaji T3R spojeni u kompozicije od dva tramvaja (npr. 1659+1660, 1661+1662). Iznimka je prototip, koji vozi sam.

### Prag
Od 1994. do 1998. je u radionici praškog javnog prijevoznika (DPP) moderniziran tramvaj T3 6329 (godina proizvodnje 1964.Nakon završetka rekonstrukcije je tramvaj dobio garažni broj 8205 i u osobnom prometu se pojavio u travnju 1999. Tramvaj nije vozio u redovnom prometu zbog nedostataka. 2005. godine je tramvaj ostavljen i iduće godine izrezan. Prednji dio tramvaja je ostavljen kao podsjetnik.
Drugi tramvaj T3R je trebao biti tramvaj T3SU 7005. Modernizaciju je radio ČKD od 1996. do 1997. godine. Modernizacija nije nikada dovršena, a tramvaj je 2002. godine izrezan.

## Vanjske poveznice
- Fotogalerija tramvaja T3R u Brnu  Arhivirana inačica izvorne stranice od 22. kolovoza 2016. (Wayback Machine)